# Conversando con la Luna
Conversando con la Luna es una serie de televisión peruana, producida por Mapa Comunicaciones para la cadena TV Perú. Está dirigida y producida por Eduardo Adrianzén.
La serie relata complejas situaciones sociales que se viven en el país.

## Sinopsis
La serie narra historias reales de personas en la vida diaria que enviaron sus casos al equipo de producción. Entre los temas más comunes que se tocan, se encuentran: la violencia doméstica, el racismo, la anorexia, la homosexualidad, la homofobia, el divorcio, la pedofilia, el alcoholismo, la drogadicción, la prostitución, el bullying, los problemas maritales, los reencuentros familiares, entre otros.

## Reparto

### Temporada 1
- Carlos Cano
- Gerardo Zamora
- Mari Pili Barreda
- Patricia Frayssinet
- Milagros López Arias
- Natalia Torres Vilar
- Lilian Nieto
- Gustavo Cerrón

### Temporada 2
- Hernán Romero
- Haydee Cáceres
- Carlos Cano
- Martha Figueroa
- Elvira de la Puente
- Gerardo Zamora
- Ana María Jordán
- Mónica Domínguez
- Connie Chaparro
- Mayra Goñi
- Pold Gastello
- Maripili Barreda
- Fernando de Soria

### Temporada 3
- Hernán Romero
- Ana María Jordán
- María Angélica Vega
- Stephanie Orúe
- Diego Lombardi
- Giselle Collao
- Montserrat Brugué
- Tati Alcántara
- Alonso Cano
- Sandra Bernasconi
- Connie Chaparro
- Elisa Tenaud
- Sandra Arana
- Maricarmen Pinedo
- Mónica Domínguez
- Stephie Jacobs
- Gustavo Cerrón
- Luis Meneses
- Marco Stéfano Ibañez
- Tomás Carreño
- Irene Eyzaguirre
- Baldomero Cáceres
- Jorge Bardales
- Firelei Barreda
- Carla Gonzalez
- Miquette Romero
- Wenddy Nishimazuruga

## Episodios
Estos son los episodios de Conversando con la Luna.

### Temporadas
| Temporada | Temporada | Episodios                     | Episodios                     | Emisión original    | Emisión original    |
| Temporada | Temporada | Episodios                     | Episodios                     | Primera emisión     | Última emisión      |
| --------- | --------- | ----------------------------- | ----------------------------- | ------------------- | ------------------- |
|           | 1         | 20 (episodios) 4 (historias)  | 20 (episodios) 4 (historias)  | 14 de mayo de 2012  | 8 de junio de 2012  |
|           | 2         | 35 (episodios) 7 (historias)  | 35 (episodios) 7 (historias)  | 15 de abril de 2013 | 31 de mayo de 2013  |
|           | 3         | 60 (episodios) 12 (historias) | 60 (episodios) 12 (historias) | 19 de mayo de 2014  | 8 de agosto de 2014 |

### Temporada 1 (2012)
| N° en serie | N° en temp. | Título                      | Clasificación del tema          | Protagonista         |
| ----------- | ----------- | --------------------------- | ------------------------------- | -------------------- |
| 1           | 1           | «El cielo dividido»         | Racismo y exclusión             | Gerardo Zamora       |
| 2           | 2           | «El cielo dividido»         | Racismo y exclusión             | Gerardo Zamora       |
| 3           | 3           | «El cielo dividido»         | Racismo y exclusión             | Gerardo Zamora       |
| 4           | 4           | «El cielo dividido»         | Racismo y exclusión             | Gerardo Zamora       |
| 5           | 5           | «El cielo dividido»         | Racismo y exclusión             | Gerardo Zamora       |
| 6           | 6           | «Cualquier cosa menos amor» | Maltrato en el vínculo familiar |                      |
| 7           | 7           | «Cualquier cosa menos amor» | Maltrato en el vínculo familiar |                      |
| 8           | 8           | «Cualquier cosa menos amor» | Maltrato en el vínculo familiar |                      |
| 9           | 9           | «Cualquier cosa menos amor» | Maltrato en el vínculo familiar |                      |
| 10          | 10          | «Cualquier cosa menos amor» | Maltrato en el vínculo familiar |                      |
| 11          | 11          | «Tres Marías»               | Trabajo informal                |                      |
| 12          | 12          | «Tres Marías»               | Trabajo informal                |                      |
| 13          | 13          | «Tres Marías»               | Trabajo informal                |                      |
| 14          | 14          | «Tres Marías»               | Trabajo informal                |                      |
| 15          | 15          | «Tres Marías»               | Trabajo informal                |                      |
| 16          | 16          | «Igual a ti»                | Discapacidad                    | Milagros López Arias |
| 17          | 17          | «Igual a ti»                | Discapacidad                    | Milagros López Arias |
| 18          | 18          | «Igual a ti»                | Discapacidad                    | Milagros López Arias |
| 19          | 19          | «Igual a ti»                | Discapacidad                    | Milagros López Arias |
| 20          | 20          | «Igual a ti»                | Discapacidad                    | Milagros López Arias |

### Temporada 2 (2013)
| N° en serie | N° en temp. | Título                   | Clasificación del tema                       | Protagonista         |
| ----------- | ----------- | ------------------------ | -------------------------------------------- | -------------------- |
| 21          | 1           | «Botadero»               | Seudo centros de rehabilitación para adictos |                      |
| 22          | 2           | «Botadero»               | Seudo centros de rehabilitación para adictos |                      |
| 23          | 3           | «Botadero»               | Seudo centros de rehabilitación para adictos |                      |
| 24          | 4           | «Botadero»               | Seudo centros de rehabilitación para adictos |                      |
| 25          | 5           | «Botadero»               | Seudo centros de rehabilitación para adictos |                      |
| 26          | 6           | «Marco se fue al Sur»    | Migración familiar                           |                      |
| 27          | 7           | «Marco se fue al Sur»    | Migración familiar                           |                      |
| 28          | 8           | «Marco se fue al Sur»    | Migración familiar                           |                      |
| 29          | 9           | «Marco se fue al Sur»    | Migración familiar                           |                      |
| 30          | 10          | «Marco se fue al Sur»    | Migración familiar                           |                      |
| 31          | 11          | «Lo mejor de mi vida»    | El amor en la tercera edad                   | Hernán Romero Berrio |
| 32          | 12          | «Lo mejor de mi vida»    | El amor en la tercera edad                   | Hernán Romero Berrio |
| 33          | 13          | «Lo mejor de mi vida»    | El amor en la tercera edad                   | Hernán Romero Berrio |
| 34          | 14          | «Lo mejor de mi vida»    | El amor en la tercera edad                   | Hernán Romero Berrio |
| 35          | 15          | «Lo mejor de mi vida»    | El amor en la tercera edad                   | Hernán Romero Berrio |
| 36          | 16          | «Nidos»                  | Tráfico de menores                           | Gerardo Zamora       |
| 37          | 17          | «Nidos»                  | Tráfico de menores                           | Gerardo Zamora       |
| 38          | 18          | «Nidos»                  | Tráfico de menores                           | Gerardo Zamora       |
| 39          | 19          | «Nidos»                  | Tráfico de menores                           | Gerardo Zamora       |
| 40          | 20          | «Nidos»                  | Tráfico de menores                           | Gerardo Zamora       |
| 41          | 21          | «La guerra de los Rosas» | Divorcio                                     |                      |
| 42          | 22          | «La guerra de los Rosas» | Divorcio                                     |                      |
| 43          | 23          | «La guerra de los Rosas» | Divorcio                                     |                      |
| 44          | 24          | «La guerra de los Rosas» | Divorcio                                     |                      |
| 45          | 25          | «La guerra de los Rosas» | Divorcio                                     |                      |
| 46          | 26          | «Florecer»               | Emprendimiento                               |                      |
| 47          | 27          | «Florecer»               | Emprendimiento                               |                      |
| 48          | 28          | «Florecer»               | Emprendimiento                               |                      |
| 49          | 29          | «Florecer»               | Emprendimiento                               |                      |
| 50          | 30          | «Florecer»               | Emprendimiento                               |                      |
| 51          | 31          | «Venciendo»              | Bullying y problemática adolescente          |                      |
| 52          | 32          | «Venciendo»              | Bullying y problemática adolescente          |                      |
| 53          | 33          | «Venciendo»              | Bullying y problemática adolescente          |                      |
| 54          | 34          | «Venciendo»              | Bullying y problemática adolescente          |                      |
| 55          | 35          | «Venciendo»              | Bullying y problemática adolescente          |                      |

### Temporada 3 (2014)
| N° en serie | N° en temp. | Título                       | Clasificación del tema | Protagonista                        | Reparto | Sinopsis |
| ----------- | ----------- | ---------------------------- | ---------------------- | ----------------------------------- | --- | --- |
| 56          | 1           | «La culpable»                | Abuso sexual           | Stephanie Orué                      | | |
| 57          | 2           | «La culpable»                | Abuso sexual           | Stephanie Orué                      | | |
| 58          | 3           | «La culpable»                | Abuso sexual           | Stephanie Orué                      | | |
| 59          | 4           | «La culpable»                | Abuso sexual           | Stephanie Orué                      | | |
| 60          | 5           | «La culpable»                | Abuso sexual           | Stephanie Orué                      | | |
| 61          | 6           | «Cuando pienses en volver»   |                        |                                     | | |
| 62          | 7           | «Cuando pienses en volver»   |                        |                                     | | |
| 63          | 8           | «Cuando pienses en volver»   |                        |                                     | | |
| 64          | 9           | «Cuando pienses en volver»   |                        |                                     | | |
| 65          | 10          | «Cuando pienses en volver»   |                        |                                     | | |
| 58          | 11          | «Ceguera»                    |                        |                                     | | |
| 59          | 12          | «Ceguera»                    |                        |                                     | | |
| 60          | 13          | «Ceguera»                    |                        |                                     | | |
| 61          | 14          | «Ceguera»                    |                        |                                     | | |
| 62          | 15          | «Ceguera»                    |                        |                                     | | |
| 59          | 16          | «Redes»                      |                        |                                     | | |
| 60          | 17          | «Redes»                      |                        |                                     | | |
| 61          | 18          | «Redes»                      |                        |                                     | | |
| 62          | 19          | «Redes»                      |                        |                                     | | |
| 63          | 20          | «Redes»                      |                        |                                     | | |
| 60          | 21          | «Con dinero o sin dinero»    |                        |                                     | | |
| 61          | 22          | «Con dinero o sin dinero»    |                        |                                     | | |
| 62          | 23          | «Con dinero o sin dinero»    |                        |                                     | | |
| 63          | 24          | «Con dinero o sin dinero»    |                        |                                     | | |
| 64          | 25          | «Con dinero o sin dinero»    |                        |                                     | | |
| 65          | 26          | «Perdonarse»                 |                        |                                     | | |
| 66          | 27          | «Perdonarse»                 |                        |                                     | | |
| 67          | 28          | «Perdonarse»                 |                        |                                     | | |
| 68          | 29          | «Perdonarse»                 |                        |                                     | | |
| 69          | 30          | «Perdonarse»                 |                        |                                     | | |
| 70          | 31          | «Por una medalla»            |                        |                                     | | |
| 71          | 32          | «Por una medalla»            |                        |                                     | | |
| 72          | 33          | «Por una medalla»            |                        |                                     | | |
| 73          | 34          | «Por una medalla»            |                        |                                     | | |
| 74          | 35          | «Por una medalla»            |                        |                                     | | |
| 75          | 36          | «Después de tanto camino»    |                        |                                     | | |
| 76          | 37          | «Después de tanto camino»    |                        |                                     | | |
| 77          | 38          | «Después de tanto camino»    |                        |                                     | | |
| 78          | 39          | «Después de tanto camino»    |                        |                                     | | |
| 79          | 40          | «Después de tanto camino»    |                        |                                     | | |
| 80          | 41          | «Antes de tiempo»            |                        | Montserrat Brugué                   | | |
| 81          | 42          | «Antes de tiempo»            |                        | Montserrat Brugué                   | | |
| 82          | 43          | «Antes de tiempo»            |                        | Montserrat Brugué                   | | |
| 83          | 44          | «Antes de tiempo»            |                        | Montserrat Brugué                   | | |
| 84          | 45          | «Antes de tiempo»            |                        | Montserrat Brugué                   | | |
| 85          | 46          | «Mujeres escorpiones»        |                        |                                     | | Trata de una red de tráfico de drogas donde jóvenes burriers con tal de conseguir dinero fácil por ambición o necesidad se ven involucradas en diferentes historias. |
| 86          | 47          | «Mujeres escorpiones»        |                        |                                     | | Trata de una red de tráfico de drogas donde jóvenes burriers con tal de conseguir dinero fácil por ambición o necesidad se ven involucradas en diferentes historias. |
| 87          | 48          | «Mujeres escorpiones»        |                        |                                     | | Trata de una red de tráfico de drogas donde jóvenes burriers con tal de conseguir dinero fácil por ambición o necesidad se ven involucradas en diferentes historias. |
| 88          | 49          | «Mujeres escorpiones»        |                        |                                     | | Trata de una red de tráfico de drogas donde jóvenes burriers con tal de conseguir dinero fácil por ambición o necesidad se ven involucradas en diferentes historias. |
| 89          | 50          | «Mujeres escorpiones»        |                        |                                     | | Trata de una red de tráfico de drogas donde jóvenes burriers con tal de conseguir dinero fácil por ambición o necesidad se ven involucradas en diferentes historias. |
| 66          | 11          | «Señor doctor»               |                        | Hernán Romero Berrio, Tomás Carreño | Ana María Jordán, Irene Eyzaguirre, Baldomero Cáceres, Marco Stëfano Ibáñez, Jorge Bardales, Firelei Barreda, Carla Gonzalez, Miquette Romero | |
| 67          | 12          | «Inseguridad y delincuencia» |                        |                                     | | |

## Teledifusión
La serie se estrenó el 14 de mayo de 2012 por TV Perú. Su formato es similar al de la telenovela mexicana La rosa de Guadalupe (de Las Estrellas y Televisa), aunque sin contar con referencias religiosas como los milagros. Conversando con la luna se compone de historias diferentes, estas divididas en 5 episodios cada una. 
La primera temporada de la serie se estrenó durante 2012. Estuvo compuesta por 4 historias, compuestas por 20 episodios en total.
La segunda temporada se emitió durante 2013, con 7 historias, compuesta por un total de 35 episodios.
La tercera temporada se emitió durante 2014, con 12 historias, compuesta por 60 episodios.  El IRTP comisionó una cuarta temporada de la serie y esta fue anunciada por TV Perú. Sin embargo, nunca se estrenó.
En 2021, la serie comenzó a ser reemitida como repeticiones en el horario de la 1:00 a. m. de martes a sábado por TV Perú y TV Perú Noticias. A mediados de agosto, el horario cambió de horario a las 12:30 a. m. hasta finales de ese año.

## Logotipos

2012 - 2015